# جیک کابریس
جیک کابریس (انگلیسی: Jake Caprice؛ زادهٔ ۱۱ نوامبر ۱۹۹۲) بازیکن فوتبال اهل بریتانیا است.
از باشگاه‌هایی که در آن بازی کرده‌است می‌توان به باشگاه فوتبال کریستال پالاس، باشگاه فوتبال ووکینگ، باشگاه فوتبال سنت میرن، باشگاه فوتبال بلکپول، باشگاه فوتبال لینکولن سیتی، باشگاه فوتبال داگنم و ردبریج، و باشگاه فوتبال تاموورث اشاره کرد.